# Дом кооператива «Моряк»
Дом кооператива «Моряк» — здание в стиле советского модернизма. Расположено в Петроградском районе Санкт-Петербурга, современный адрес дома — Конный переулок, 1.
Построен как элитное жильё в 1964 году, архитекторы В. Фромзель и Н. Надёжин. По словам Фромзеля, планирование и постройка такого дома за четыре месяца связана с просьбой спроектировать квартиру «зампреду исполкома, в прошлом управляющему крупным строительным трестом». Торец дома украшен эркером, угол первого этажа облицован керамической плиткой, остальное кирпичное здание — бетонной плиткой. В четырёхэтажном здании на 52 квартиры есть лифт. Основная часть дома, пять секций, протянута в сторону двора.
В здании раздельные санузлы, газовые колонки.